# Hockey Club Castiglione
L'Hockey Club Castiglione è una società italiana di hockey su pista con sede a Castiglione della Pescaia. I suoi colori sociali sono il bianco e l'azzurro.

## Cronistoria
| Cronistoria dell'Hockey Club Castiglione |
| --- |
| - 1969 - Fondazione dell'Hockey Club Castiglione. - 1970 - In Serie D. Promosso in Serie C. - 1971 - In Serie C. - 1972 - In Serie C. - 1973 - In Serie C. - 1974 - In Serie C. Promosso in Serie B. - 1975 - In Serie B. Retrocesso in Serie C. - 1976 - In Serie C. Promosso in Serie B. - 1977 - In Serie B. - 1978 - In Serie B. Promosso in Serie A. - 1979 - 14º in Serie A. Retrocesso in Serie B. - 1979-1980 - In Serie B. - 1980-1981 - In Serie B. Promosso in Serie A. - 1981-1982 - 13º in Serie A. Retrocesso in Serie B. Eliminato in Coppa Italia. - 1982-1983 - In Serie B. Promosso in Serie A1. - 1983-1984 - 6º in Serie A1. Quarti di finale dei play-off scudetto. Semifinale di Coppa Italia. - 1984-1985 - 8º in Serie A1. Quarti di finale dei play-off scudetto. Quarti di finale di Coppa Italia. Eliminato in Coppa di Lega. - 1985-1986 - 9º in Serie A1. Eliminato in Coppa Italia. - 1986-1987 - 5º in Serie A1. Quarti di finale dei play-off scudetto. Quarti di finale di Coppa Italia. - 1987-1988 - 12º in Serie A1. Ottavi di finale di Coppa Italia. Ottavi di finale di Coppa CERS. - 1988-1989 - 11º in Serie A1. Eliminato in Coppa Italia. - 1989-1990 - 9º in Serie A1. Eliminato in Coppa Italia. - 1990-1991 - 14º in Serie A1. Retrocesso in Serie A2. - 1991-1992 - In Serie A2. - 1992-1993 - In Serie A2. - 1993-1994 - In Serie A2. Retrocesso in Serie B. - 1994-1995 - In Serie B. - 1995-1996 - In Serie B. Promosso in Serie A2. - 1996-1997 - In Serie A2. - 1997-1998 - In Serie A2. - 1998-1999 - In Serie A2. - 1999-2000 - In Serie A2. - 2000-2001 - 2º in Serie A2 girone B. Finale dei play-off promozione. - 2001-2002 - In Serie A2. - 2002-2003 - In Serie A2. - 2003-2004 - In Serie A2. - 2004-2005 - In Serie A2. - 2005-2006 - In Serie A2. - 2006-2007 - In Serie A2. Promosso in Serie A1. - 2007-2008 - 11º in Serie A1. Vince i play-out. Eliminato in Coppa Italia. - 2008-2009 - 9º in Serie A1. Quarti di finale in Coppa Italia. Rinuncia a disputare la serie A1 e riparte dalla serie B. - 2009-2010 - In Serie B. Promosso in Serie A2. - 2010-2011 - 8º in Serie A2. Quarti di finale dei play-off promozione Quarti di finale in Coppa Italia. - 2011-2012 - 4º in Serie A2. Semifinale dei play-off promozione. Quarti di finale in Coppa Italia. Rinuncia a disputare la serie A2 e riparte dalla serie B. - 2012-2013 - 1º in Serie B girone C. Vince le Final Eight. Promosso in Serie A2. - 2013-2014 - 3º in Serie A2. - 2014-2015 - 2º in Serie A2. Finale dei play-off promozione. - 2015-2016 - 2º in Serie A2. Finale dei play-off promozione. Rinuncia a disputare la serie A2. - 2016-2019 - Attività giovanile. - 2019-2020 - Partecipa alla Serie B. |

## Strutture
Il campo  principale dell'Hockey Club Castiglione è il Pala Casa Mora. La  dimensione del rettangolo di gioco è 20 metri x 40 metri con superficie in  graniglia. La capienza dell'impianto è di circa 1000 spettatori seduti e di circa 200 in piedi.

## Statistiche e record

### Partecipazione ai campionati
| Livello | Categoria | Partecipazioni | Debutto   | Ultima stagione | Totale |
| ------- | --------- | -------------- | --------- | --------------- | ------ |
| 1º      | Serie A   | 2              | 1979      | 1981-1982       | 13     |
| 1º      | Serie A1  | 11             | 1983-1984 | 2025-2026       | 13     |
| 2º      | Serie B   | 6              | 1975      | 1982-1983       | 25     |
| 2º      | Serie A2  | 19             | 1991-1992 | 2015-2016       | 25     |
| 3º      | Serie C   | 5              | 1971      | 1976            | 9      |
| 3º      | Serie B   | 4              | 1994-1995 | 2012-2013       | 9      |

### Partecipazione alle coppe nazionali
| Competizione  | Partecipazioni | Debutto   | Ultima stagione | Miglior risultato        |
| ------------- | -------------- | --------- | --------------- | ------------------------ |
| Coppa Italia  | 12             | 1981-1982 | 2011-2012       | Semifinale nel 1983-1984 |
| Coppa di Lega | 1              | 1984-1985 | 1984-1985       | ? nel 1984-1985          |

### Partecipazioni alle coppe europee
| Competizione | Partecipazioni | Debutto   | Ultima stagione | Miglior risultato              |
| ------------ | -------------- | --------- | --------------- | ------------------------------ |
| Coppa CERS   | 1              | 1987-1988 | 1987-1988       | Ottavi di finale nel 1987-1988 |